# Traditio
La traditio era la forma più semplice di trasferimento del possesso (nella legge romana), in quanto consisteva nella materiale consegna del bene; la stessa traditio tuttavia, se accompagnata da iusta causa ed animus dominii trasferendi, trasferiva, per le res nec mancipi, addirittura la piena proprietà.
Ed infatti si diceva: Numquam nuda traditio transfert dominium, sed ita, si venditio aut aliqua iusta causa praecesserit, propter quam traditio sequeretur.
Per la traditio occorreva che il bene fosse di proprietà o in possesso del tradens; occorreva poi che quest'ultimo avesse volontà di acquisire, ma soprattutto bisognava che vi fosse una iusta causa traditionis, ossia un motivo giuridicamente valido per trasmettere il bene (causa solvendi, causa donationis, ecc.).

## Nella storia del diritto
In epoche arcaiche era indispensabile la materiale consegna del bene (dominia rerum non nudis pactis transferuntur), poi fu sufficiente anche la traditio symbolica (consegna delle chiavi della casa).
In seguito si ammise la validità delle seguenti forme che presupponevano solo l'espressione del consenso in occasione del negozio giuridico sottostante o del fatto giuridico che le giustifica:
- traditio brevi manu, consistente nella trasformazione dello stato soggettivo, per cui chi aveva posseduto la cosa a titolo di pegno, avendo mutato l'animus, cominciava a possederla a titolo di proprietà;
- traditio longa manu, che consiste nel mostrare la cosa da lontano (ad esempio mediante l'indicazione dei confini e dunque dell'estensione di un terreno da un'altura nelle vicinanze);
- constitutum possessorium, che era l'inverso della traditio brevi manu: chi aveva posseduto da proprietario, trasferendo la cosa ne rimaneva locatario, usufruttuario, ecc.
- In incertam personam (caso di volontà) nonostante mancasse il destinatario della cosa, c'era in ogni caso la volontà di trasferire la stessa a chiunque diventasse il nuovo proprietario (l'esempio tipico è quello del lancio di monete alla folla).

```
In epoca imperiale si affermò il principio che la 
traditio
 doveva essere accompagnata da una 
scriptura
, e si sostenne che era questa (e non la consegna) a trasferire la proprietà: era nata l'esigenza dello 
scriptum ad substantiam
, che Giustiniano 
richiese come obbligatoria
 (
traditio chartae
 o 
instrumenti
) 「modifica aggiunta il 22/01/2025 - in sostituzione alla posizione originale, secondo me erronea, che definiva formalità, nel diritto romano giustinianeo, la pratica della 
scriptura
」.
```